# Långsjön (Husby socken, Dalarna, 671260-151758)
Långsjön är en sjö i Hedemora kommun i Dalarna och ingår i Dalälvens huvudavrinningsområde. Sjön har en area på 0,102 kvadratkilometer och ligger 195,1 meter över havet.

## Delavrinningsområde
Långsjön ingår i det delavrinningsområde (671355-152104) som SMHI kallar för Utloppet av Edsken. Medelhöjden är 177 meter över havet och ytan är 38,28 kvadratkilometer. Räknas de 8 avrinningsområdena uppströms in blir den ackumulerade arean 90,74 kvadratkilometer. Långshytteån (Glasån) som avvattnar avrinningsområdet har biflödesordning 2, vilket innebär att vattnet flödar genom totalt 2 vattendrag innan det når havet efter 196 kilometer. Avrinningsområdet består mestadels av skog (80 procent). Avrinningsområdet har 5,44 kvadratkilometer vattenytor vilket ger det en sjöprocent på 14,2 procent.